# Total Carnage
Total Carnage est un jeu vidéo d'action développé et commercialisé par Midway Manufacturing Company en 1992 sur borne d'arcade,. Il a été adapté sur Super Nintendo en 1993 et sur Amiga 500, 1200, CD32 et DOS en 1994.  Songbird Productions l'a adapté sur Jaguar en 2004.
C'est la suite du hit Smash TV (1990) de Williams Electronics Games.

## Histoire
Le jeu se déroule dans le pays fictif désertique du Kookistan, en 1999, après une troisième guerre mondiale. Le pays est une dictature dirigée par le général Akhboob, qui se révèle à la fin du jeu être Adolf Hitler. Les deux personnages principaux, qui forment la Doomsday Squad, sont envoyés à la rescousse d'une journaliste de CNN capturée par le général. Les scènes du jeu sont des parodies de la guerre du golfe.
Plusieurs cinématiques sont présentes dans le jeu, qui montrent à chaque fois le général Akhboob se moquer des joueurs.

## Système de jeu
Total Carnage est run and gun en vue de dessus, il peut être joué à un ou deux joueurs,. Le jeu s'inspire fortement de Smash TV. Chaque joueur dispose de deux joysticks et un bouton pour contrôler son personnage : l'un des joysticks sert à déplacer le personnage, l'autre sert à viser et tirer, et le bouton sert à lâcher des bombes.
Le jeu comporte plusieurs types d'ennemis différents : des soldats, des tourelles, des véhicules et des boss,. Ils arrivent par vagues.
Il est possible de ramasser des armes et des objets bonus, qui changent la manière de combattre et rapportent des points, on trouve par exemple un lance-flamme, qui attaque à courte portée, et un jet-pack, qui permet d'éviter les mines. Lorsqu'un personnage lâche une bombe, il devient invicible pendant une seconde. Des mines antipersonnel sont placées sur le sol, marcher dessus tue le joueur instantanément. Sauver des civils permet aussi d'obtenir des points,.
Les animations et effets visuels sont violents et gores, les explosions démembrent les ennemis et le personnage de jeu peut mourir de plusieurs façons, comme en explosant en morceaux ou en se faisant électrocuter.
Des points de téléportation existent, qui mènent parfois vers des salles de défi.
Trouver 220 clés dispersées dans les niveaux aurait dû permettre d'avoir une fin alternative,, mais en pratique ce n'est pas le cas.

## Développement
Le chef de l'équipe de développement est Mark Turmell, qui dirigeait déjà l'équipe de développement de Smash TV. Le développeur en chef Shawn Liptak a participé à plusieurs aspects du jeu, notamment plusieurs séquences de jeu brutales, dont la scène d'électrocution.
Jon Hey, responsable du son de Smash TV, est également chargé des sons utilisés dans Total Carnage ; la plupart des sons sont repris du jeu précédent mais certains sont créés pour l'occasion.
Tony Goskie, Jim Gentile et John Tobias, responsable artistique de Mortal Kombat, sont responsables des effets visuels.

## Reception
Le magazine JoypadN°030 donne à l'adaptation Super Nintendo la note de 69%.